# 2x2
2x2 (in russo дважды два?, due volte due) è un'emittente televisiva russa. Fondata nel 1989 per ordine della radiotelevisione di stato dell'Unione Sovietica, fu la prima stazione televisiva commerciale dell'Unione Sovietica e successivamente della Russia. Dopo aver interrotto le trasmissioni nel 1997, il canale è stato riattivato nel 2007. Da allora trasmette prevalentemente serie televisive straniere, anime e cartoni animati per adulti (Adult Swim).